# Deponie Rautenweg

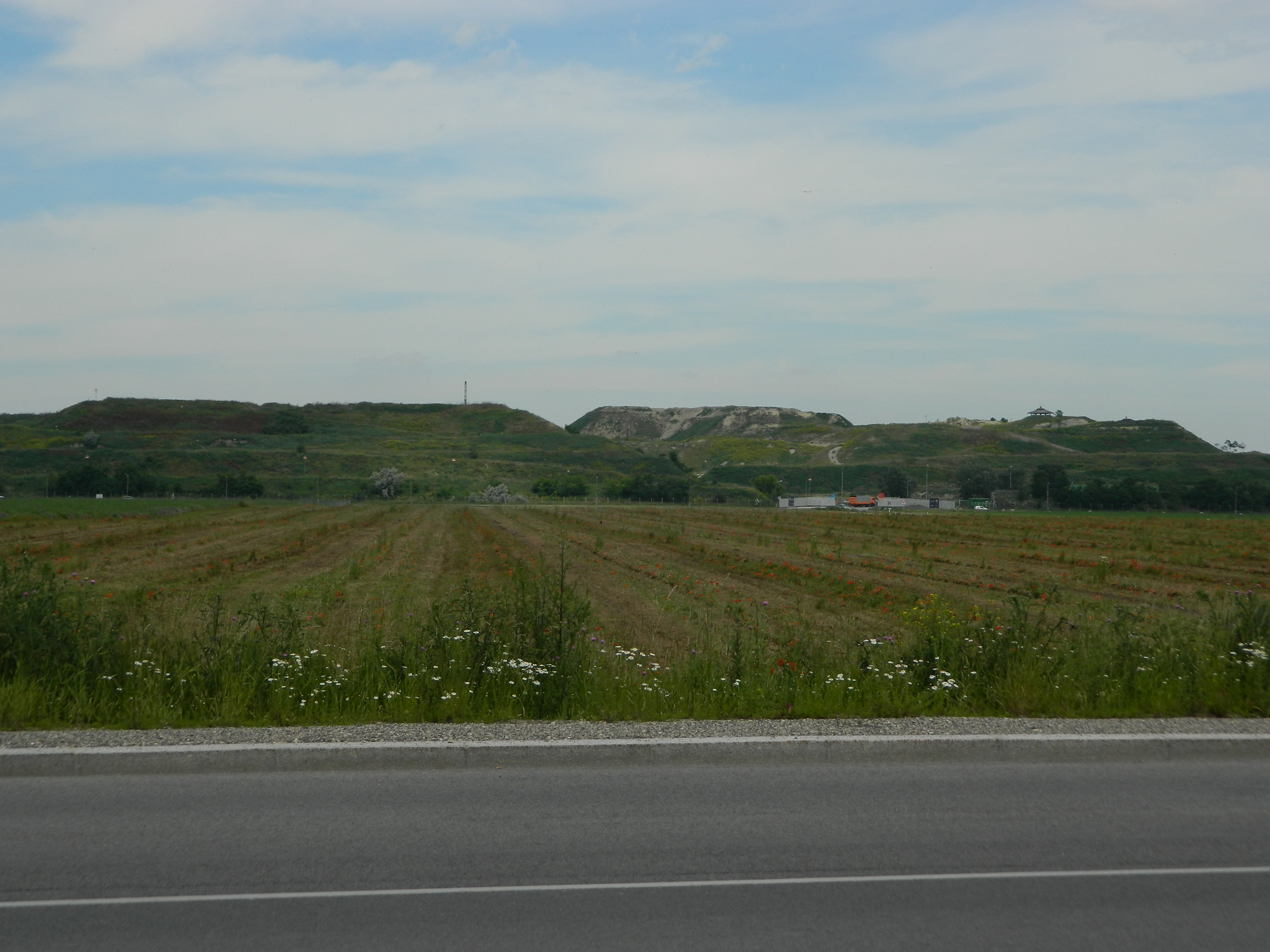
Deponie Rautenweg 2013

Die Deponie Rautenweg am Rautenweg im 22. Wiener Gemeindebezirk Donaustadt ist die einzige kommunale Deponie der Stadt Wien und zugleich Österreichs größte Deponie. Gemeinsam mit dem 2019 gesprengten Rinterzelt und dem Kompostwerk Lobau ist sie eine von drei Abfallbehandlungsanlagen in der Donaustadt.

## Allgemeines

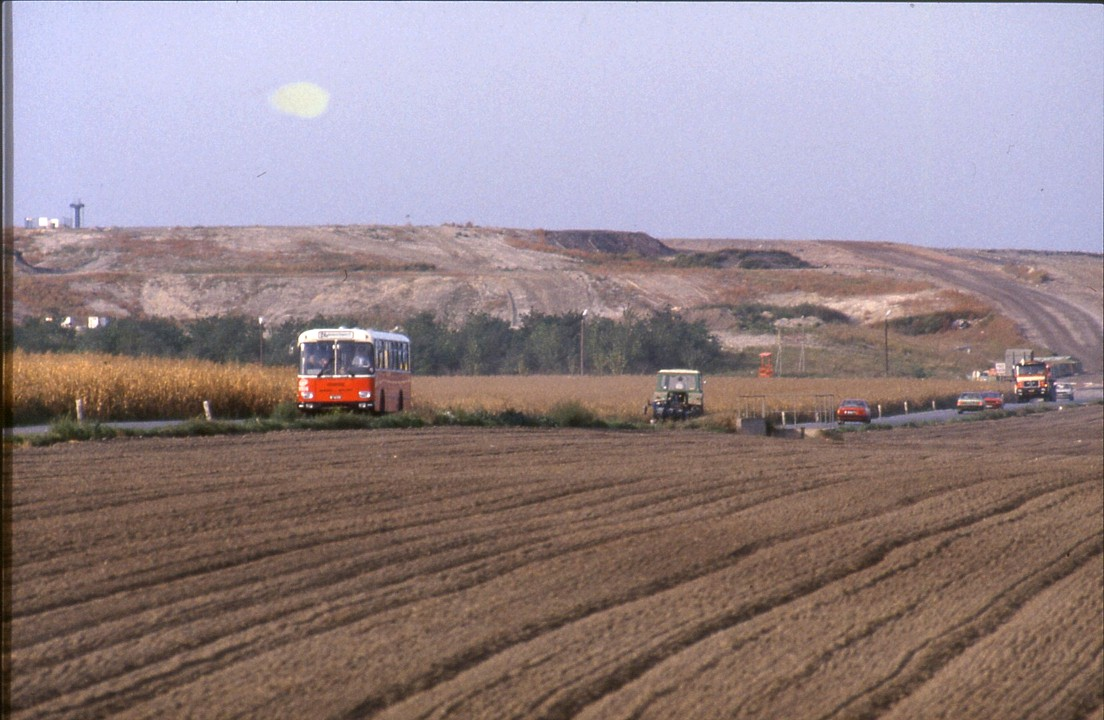
Deponie Rautenweg 1986

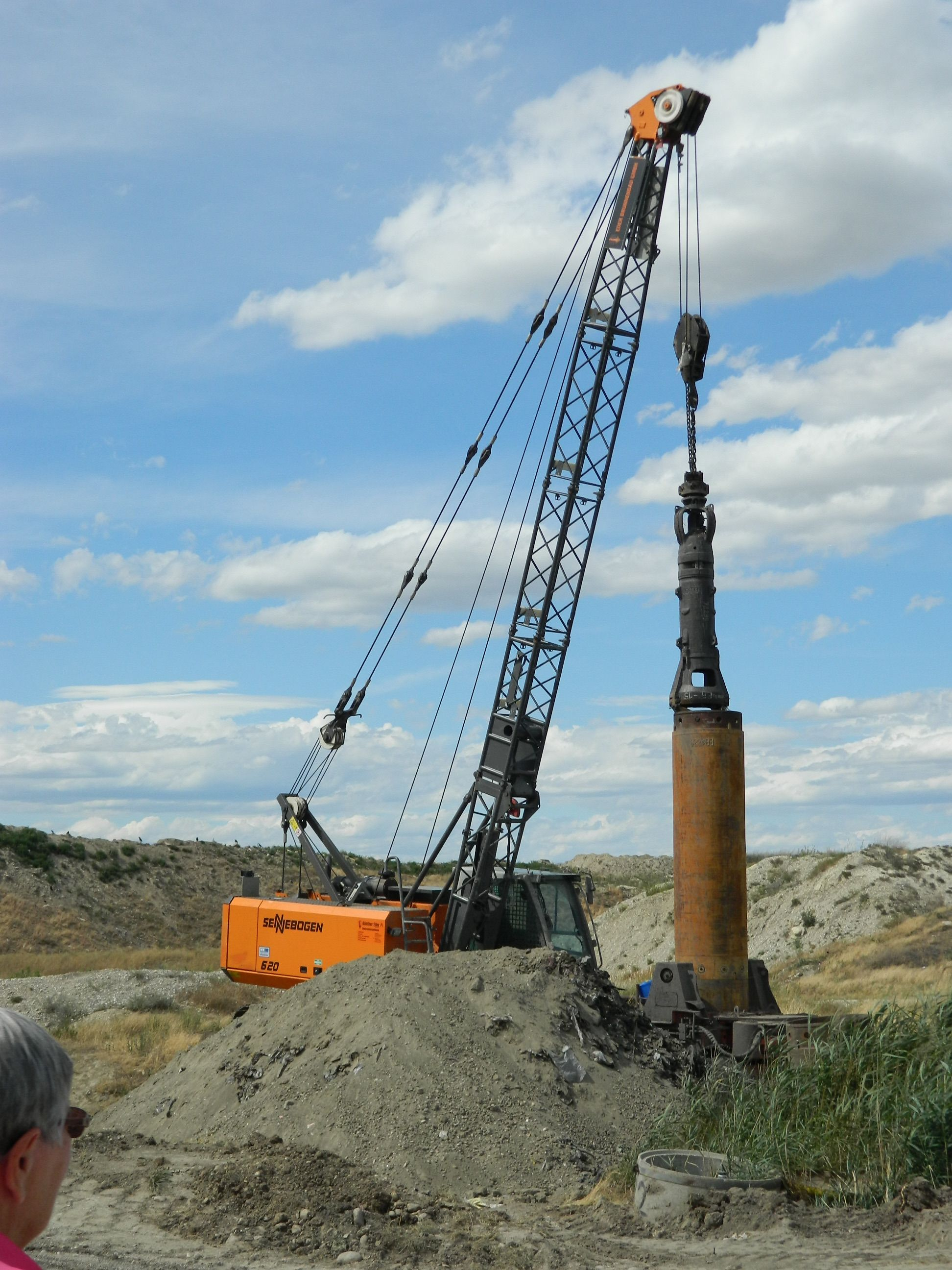
Gasbohrung auf der Deponie Rautenweg (2017)

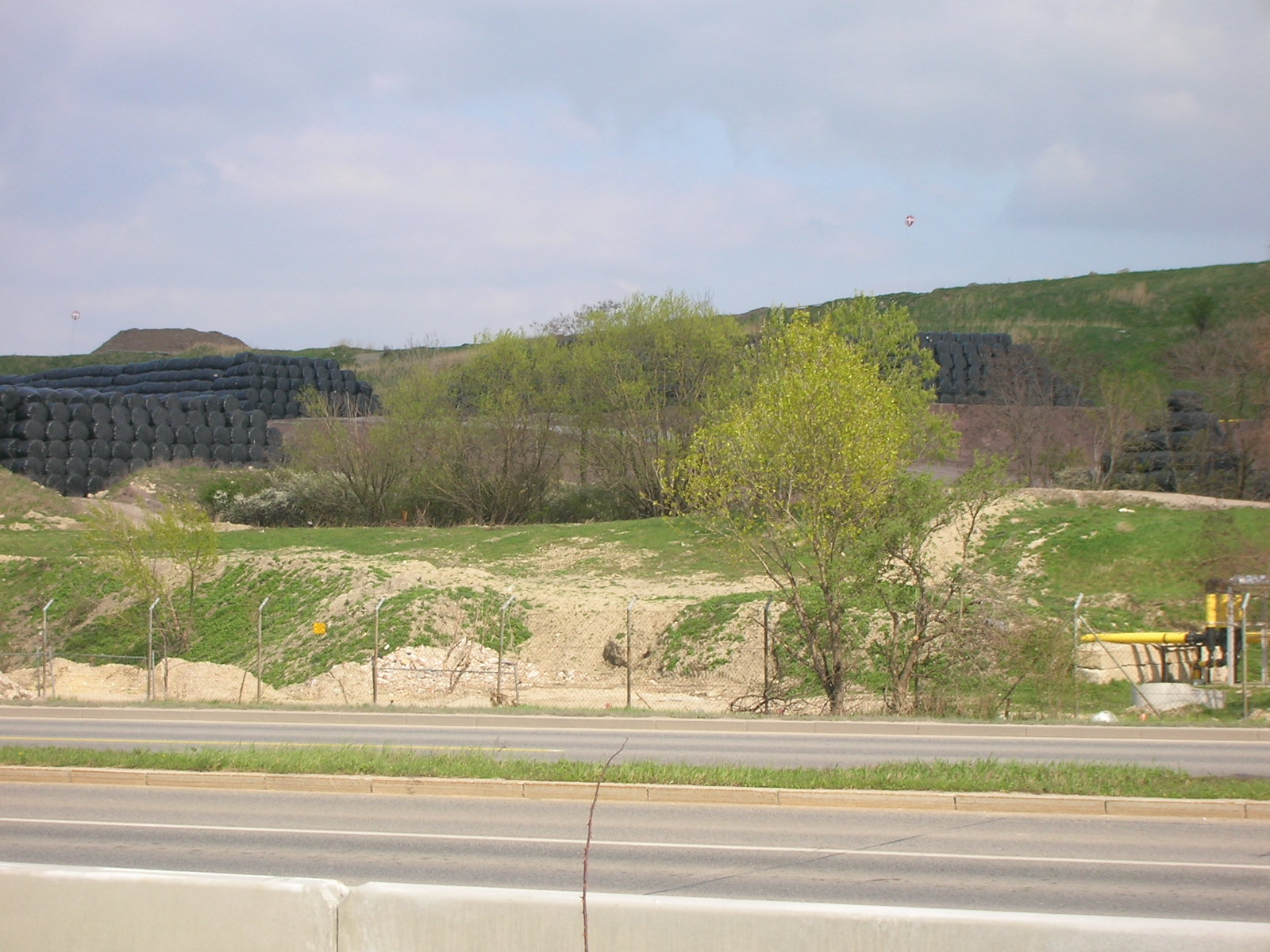
Zwischengelagerte Müllballen (2008)

Die ursprüngliche an dem Standort gelegene Schottergrube am heutigen Rautenweg im Bezirksteil Hirschstetten wird seit den 1960er-Jahren als Mülldeponie genutzt, nachdem sie am 14. März 1966 erstmals durch die Wasserrechtsbehörde und bereits im Juni 1961 durch die Baubehörde bewilligt worden war.
Auf einer Fläche von ca. 60 ha dürfen laut derzeitiger Genehmigung 23 Millionen Kubikmeter Abfall abgelagert werden. Davon sind mit Stand 2018 noch 13 Millionen Kubikmeter nutzbar. Das soll bis 2065 reichen. Die maximale Höhe wurde mit 75 m über dem Straßenniveau festgelegt. Bereits heute ist die Deponie Rautenweg mit 187 Meter (Stand 2021) die höchste Erhebung der Donaustadt und nach dem Bisamberg die zweithöchste in Wien nördlich der Donau.
1982 wurde den Bewohnern der Stadtrand- und Paxsiedlung, die an die Deponie angrenzen, die Entnahme von Brunnenwasser für Genusszwecke untersagt. Darüber, ob dies mit einer möglicherweise von der Deponie ausgehenden Grundwasserverunreinigung zusammenhing, gibt es zwischen Anrainern und der Stadt Wien unterschiedliche Aussagen.
1986 kam es in der an der Westseite der Deponie gelegenen und bereits leer stehenden Hoffmannsiedlung zu einer Explosion. Nach dieser Explosion wurde die Siedlung abgerissen. Die Ursache für die Explosion konnte jedoch nie geklärt werden.
Zum Schutz des Grundwassers wurde zwischen 1986 und 1988 die Deponie mit zwei parallelen Dichtwänden umschlossen, die bis in die grundwasserstauenden Bodenschichten reichen. Innerhalb der beiden Dichtwände wurden in regelmäßigen Abständen zusätzlich Querschote eingebaut, so dass sich insgesamt 49 Kammern aneinanderreihen. Innerhalb des Umschließungsrings wird durch Abpumpen des Grundwassers der Wasserspiegel unter dem äußeren Grundwasserspiegel gehalten. Die abgepumpten Deponiewässer werden über die Kanalisation in die Hauptkläranlage Wien in Simmering zur Reinigung abgeleitet.
Nach massiven Anrainerprotesten gegen die geplante Ansiedelung verschiedener Recyclinganlagen kam es gegen Ende der 1980er Jahre zur Gründung einer Bürgerinitiative. Unterdessen herrscht zwischen den für die Deponie Verantwortlichen und den Anrainern aber ein gutes Verhältnis. Für die Anrainer wurde auf der Deponie eine Aussichtswarte errichtet.
Obwohl in Österreich seit 2004 die Deponierung von unbehandelten Haushaltsabfällen untersagt ist, wurden aufgrund einer Ausnahmegenehmigung bis Herbst 2008 unbehandelter Abfall deponiert oder zwischengelagert. Seit Ende 2008 werden bei der Deponierung nur noch chemisch nicht mehr aktive Verbrennungsrückstände (Schlacke) aus den Wiener Müllverbrennungsanlagen deponiert.

## Energiegewinnung

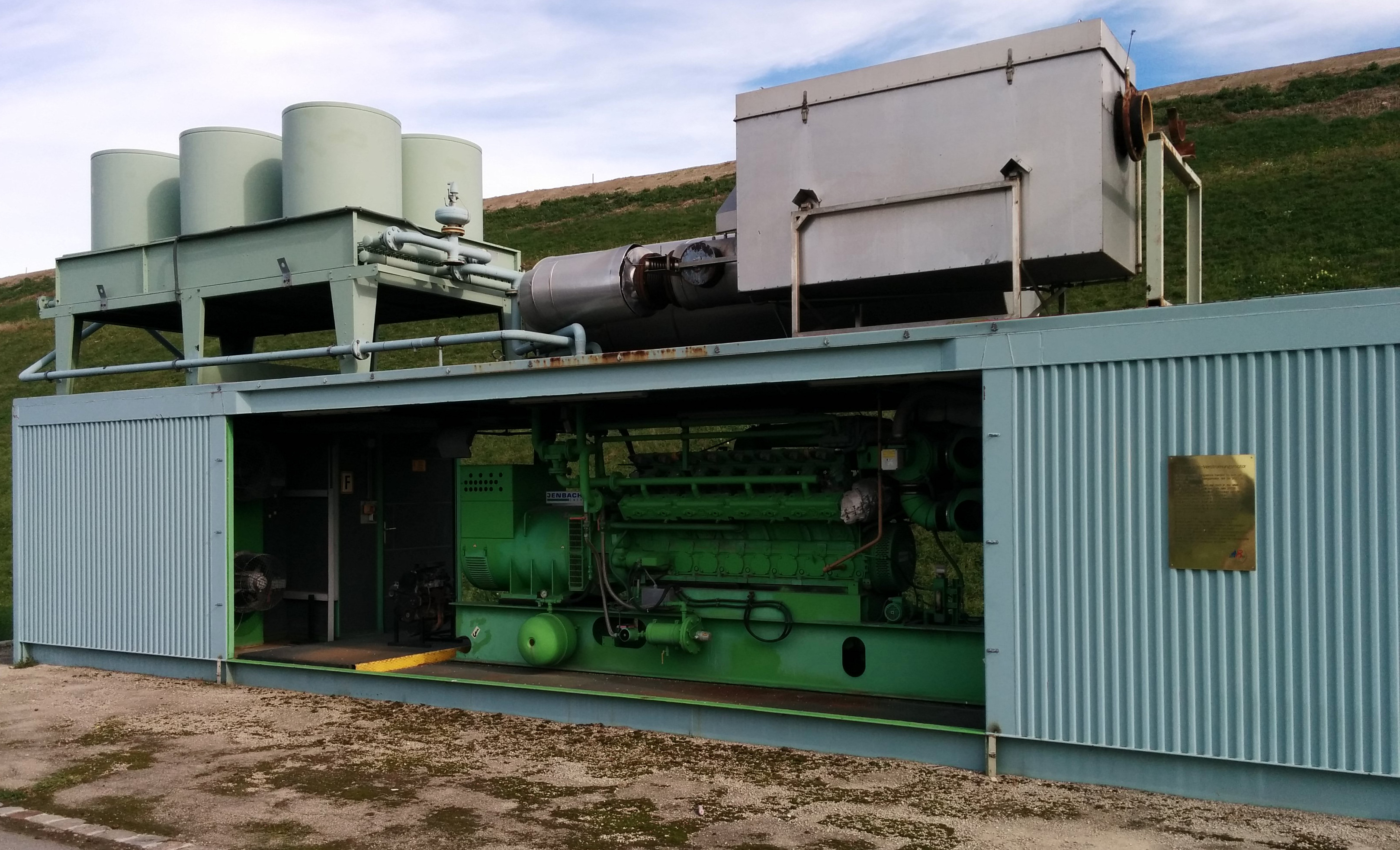
Deponiegasmotor mit elektrischen Generator

Durch die bis Ende 2008 erfolgte unbehandelte Deponierung von Hausmüll mit hohen biologischen Abfallanteilen kommt es in dem aufgeschichteten Müll zur Bildung von Deponiegas, welches primär aus Methan und Kohlenstoffdioxid besteht. Um die unkontrollierte Gasentweichung von Methan und mögliche Gasansammlungen in Hohlräumen wie in Kellern von benachbarten Gebäuden, verbunden mit einer Explosionsgefahr, zu vermeiden, wurden 1991 die ersten 70 Gasbohrungen mit den zugehörigen Sammelleitungen, einer Deponiegasverdichteranlage, einer aus Sicherheitsgründen nötigen Gasfackel zum sicheren Abfackeln von überschüssigen Deponiegas, sowie einem Deponiegasmotor installiert. In den Jahren 1994 kamen 30 und 1995 abermals 64 Gasbrunnen hinzu. Die Zahl der Gasfackeln wurde 1993 auf drei erhöht. Im Jahr 2001 bestanden bereits 200 Gasbrunnen auf dem Deponiegelände. Im November 1994 wurde eine neue Deponiegasverwertungsanlage, neun Gasmotor-Module mit einer installierten Leistung von knapp 6 MW in Betrieb genommen. Die elektrische Anlage steht neben der Deponie und wird von einer Privatfirma betrieben und die gewonnene elektrische Energie (2009: ca. 7,1 GWh) wird in das E-Netz der Wiener Stadtwerke eingespeist. Die im Jahr 2015 erzielbare mittlere Leistung von knapp einem 1 MW nimmt durch die Erschöpfung der Gasvorräte in der Deponie kontinuierlich ab.

## Besonderheiten
Ungewöhnliche Bewohner des Deponieareals sind seit dem Jahr 1993 Pinzgauer Bergziegen. Angesiedelt wurden sie hier, da eine Tierärztin einen Platz für die vom Aussterben bedrohte Ziegenrasse suchte und gleichzeitig der Stadt demonstrieren wollte, dass von der Deponie keinerlei Umweltgefährdung ausgeht. Ausgesetzt wurden damals vier Stück, 2012 war die kleine Herde auf 23 Tiere angewachsen und über 100 weitere Nachkommen wurden ausgewildert.
Prominentes Deponiegut stellt auch der Schutt der 1976 eingestürzten Reichsbrücke dar, der hier abgelagert, vergessen und 2007 wiederentdeckt wurde. Einen der Granitblöcke, die die Pfeiler ummantelten, verarbeiteten Mitarbeiter der MA 48 – Abfallwirtschaft, Straßenreinigung und Fuhrpark- zu „Glückssteinen“, die sie zu karitativen Zwecken am Wiener Christkindlmarkt verkauften.